# Martin Gorholt

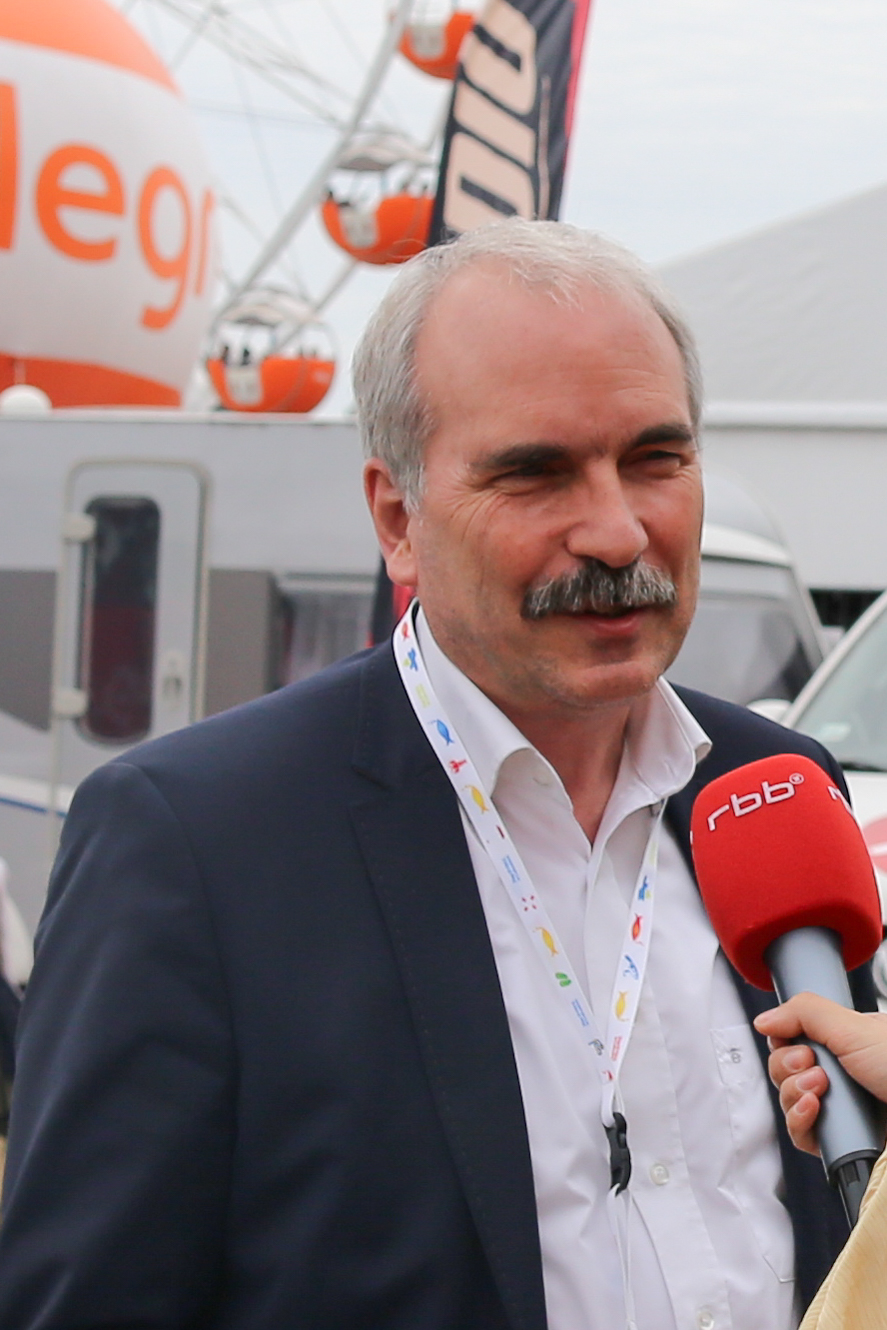
Martin Gorholt auf der Haltestelle Woodstock 2017

Martin Gorholt (* 18. August 1956 in Hamm) ist ein deutscher Politiker (SPD). Er war Bevollmächtigter des Landes Brandenburg beim Bund, Staatssekretär im Ministerium für Wissenschaft, Forschung und Kultur sowie im Ministerium für Bildung, Jugend und Sport in Brandenburg und zuvor Bundesgeschäftsführer der SPD. Von Juni 2018 bis November 2019 war er Chef der Staatskanzlei des Landes Brandenburg.

## Leben
Nach seinem Abitur 1975 am Gymnasium Hammonense hat Martin Gorholt ab 1976 an der Universität Dortmund Wirtschafts- und Sozialwissenschaften studiert und war dort Vorsitzender des Allgemeinen Studentenausschusses (AStA). Das Studium hat er 1983 als Diplom-Volkswirt abgeschlossen. Er ist verheiratet und hat drei Kinder.

## Partei
Gorholt trat 1975 in die Sozialdemokratische Partei Deutschlands (SPD) ein und war bei den Jusos in Hamm engagiert, unter anderem als Vorsitzender.
Von 1984 bis 1988 stand er als Bundesgeschäftsführer an der Spitze der Juso-Hochschulgruppen. Dabei arbeitete er u. a. mit Kajo Wasserhövel im Bundesvorstand (Arbeitskreis Hochschule) zusammen. Anschließend war er bis 1990 als Referent im Juso-Bundessekretariat mit der Schülerarbeit der Jusos betraut.
Von 1990 bis 1994 war er Landesgeschäftsführer der SPD in Brandenburg.
2005 wurde er vom SPD-Generalsekretär zum Bundesgeschäftsführer der SPD ernannt und trat damit die Nachfolge von Kajo Wasserhövel an. Im September 2008 wurde er von seinem Amtsvorgänger abgelöst.
Martin Gorholt war von 2011 bis zum 18. Januar 2020 Vorsitzender des SPD-Unterbezirks Havelland.

## Öffentliche Ämter
Martin Gorholt leitete von 1994 bis 2003 das Büro des brandenburgischen Landesministers Steffen Reiche (bis 1999 im Wissenschaftsministerium, anschließend im Bildungsministerium). Zugleich war er dessen Pressesprecher.
Von 2003 bis 2005 war er Staatssekretär im Ministerium für Bildung, Jugend und Sport in Brandenburg.
Er kandidierte 2009 für den Landtag Brandenburg im Wahlkreis Ostprignitz-Ruppin III/Havelland III (Wahlkreis 4) und errang über die SPD-Landesliste ein Mandat im Brandenburgischen Landtag.
Im November 2009 wurde er Staatssekretär im Ministerium für Wissenschaft, Forschung und Kultur in Brandenburg. Da Staatssekretäre kein Mandat innehaben dürfen, legte er sein Landtagsmandat nieder. Nachfolgerin für ihn wurde Barbara Hackenschmidt.
Im Januar 2016 wurde Gorholt als SPD-Kandidat für die Landratswahl im Landkreis Havelland nominiert, die er jedoch nicht gewinnen konnte. Von August 2016 bis Juni 2018 war er Bevollmächtigter des Landes Brandenburg beim Bund.
Vom 12. Juni 2018 bis zum 20. November 2019 war er Chef der Staatskanzlei des Landes Brandenburg.
Martin Gorholt ist Vorsitzender des Medienrates der Medienanstalt Berlin-Brandenburg.